# Томаров, Григорий Валентинович
 Григорий Валентинович Томаров (род. 1 августа 1956, Ейск, Краснодарский край) — российский учёный, доктор технических наук (2004), профессор (2012), Лауреат Государственной премии РФ (2003). Генеральный директор ООО «Геотерм-М».

## Биография
В 1980 году окончил 
энергомашиностроительный факультет Московского энергетического института (МЭИ) по специальности Турбиностроение.
С 1980 по 1983 год работал во Всесоюзном научно-исследовательском институте атомного машиностроения (ВНИИАМ) в отделе энергетической арматуры.
В 1986 году защитил кандидатскую диссертацию на тему «Основные закономерности эрозионно-коррозионного изнашивания металла элементов паровых турбоустановок во влажном паре» под руководством доктора технических наук, профессора МЭИ Олега
Алексеевича Поварова.
С 1986 по 2015 год (ассистент, доцент, профессор) преподаватель в
МГОУ(ВЗПИ) на кафедре «Теплоэнергетические установки».
В 2003 году защитил докторскую диссертацию «Повышение надежности и эксплуатационного ресурса энергетического оборудования, работающего в двухфазных и многокомпонентных потоках».
Проходил стажировки по тематике «Возобновляемые источники энергии» в 1997 году в США (программа деловых стажировок SABIT), по программе International Summer School on Direct Application of Geothermal Energy в 1993 году (г. Банско, Болгария), в 2001 году (г. Бад Урах, Германия).
С 1995 по 2006 год занимал пост генерального директора ЗАО «Геотерм-ЭМ», выполнявшего функции московской группы управления геотермальными проектами по созданию Верхне-Мутновской ГеоЭС (установленная мощность — 12 МВт) и
Мутновской ГеоЭС (установленная мощность — 50 МВт) в рамках международной проектной деятельности.
В 2003 году Г. В. Томаров был удостоен звания Лауреата Государственной Премии РФ в области науки и техники за фундаментальные исследования в области геотермальной энергетики и создание на их основе геотермальных
электрических станций.
С 2006 года по настоящее время является генеральным директором ЗАО «Геотерм-М» (с 2015 года ООО «Геотерм-М»).
Григорий Валентинович Томаров является автором более 10 монографий и учебных пособий, более 200 научных статей и 20 патентов.

## Научная деятельность
В период с 1986 по 2002 год выполнил комплекс научных исследований в области гидрогазодинамики двухфазных потоков и эрозии-коррозии металлов энергоустановок ТЭС, АЭС и ГеоЭС, в том числе на экспериментальных стендах МЭИ, Нововоронежской АЭС, Балаковской АЭС и АЭС им. Бруно Лойшнера (г. Грейфсвальд, Германия), а также на Конаковской ГРЭС, ГРЭС г. Нови-сад (Сербия), ТЭЦ г. Сента (Сербия), Верхне-Мутновской ГеоЭС и других электростанциях. Впервые в рамках этих исследований были определены закономерности эрозии-коррозии металла в двухфазных потоках.
С 1992 по 2003 год принимал активное участие в исследованиях и разработке оборудования ГеоЭС в рамках реализации государственной научно-технической программы Миннауки РФ «Экологически чистая энергетика» по созданию энергетического оборудования геотермальных
электрических и тепловых станций.
С 2008 по 2018 год — руководитель и ответственный исполнитель работ по контрактам с Федеральным агентством по науке и инновациям и Миннауки РФ по разработке эффективных технологий и оборудования геотермальных установок бинарного и комбинированного цикла, включая использование систем перегрева на основе водородно-кислородных парогенераторов.
С 2007 года по настоящее время руководитель научно-технических работ, выполняемых ООО «Геотерм-М» по заданию АО «Концерн Росэнергоатом», Балаковской АЭС, Калининской АЭС, Ростовской АЭС, Кольской АЭС и Белоярской АЭС по проблеме эрозии-коррозии трубопроводов и оборудования энергоблоков АЭС с РУ ВВЭР-1000, ВВЭР-440 и БН-600.

## Награды и почётные звания
Лауреат Государственной Премии РФ в области науки и техники (Указ от 9 сентября 2004 года № 1154).
Заслуженный работник РАО «ЕЭС России» (2002 г. за заслуги в развитии единой энергетической системы России).
Является членом Комитета по использованию возобновляемых источников
энергии Российского союза научных и инженерных общественных
объединений.

## Публикации
- Геотермальная энергетика: справочно-методическое издание / Г. В. Томаров, А. И. Никольский, В. Н. Семёнов, А. А. Шипков. — М.: Интехэнерго — Издат. 2015. ISBN 978-5-98385-017-0
- Томаров Г. В. Физико-химические процессы и закономерности эрозии-коррозии металла энергетического оборудования в двухфазном потоке // Теплоэнергетика. № 9. 2001. С. 59-67.
- Томаров Г. В. Обеспечение надежности и эффективности энергетического оборудования путем повышения эрозионно-коррозионной стойкости металлов // Известия АПЭ. № 1.2003. С. 58-71.
- Поваров О. А., Томаров Г. В., Шипков А. А., Поваров К. О. Поведение примесей при сепарации влаги и фазовых превращениях в технологическом контуре электростанций // Известия Академии наук РФ. № 1. 2004.
- Томаров Г. В., Шипков А. А., Никольский А. И., Семёнов В. Н. Повышение эффективности использования геотермальных ресурсов на основе применения комбинированного энергоблока с бинарной установкой на сбросном сепарате Мутновской ГеоЭС // Теплоэнергетика. № 6. 2016.
- Томаров Г. В., Шипков А. А. Эрозионно-коррозионный износ энергетического оборудования: исследования, прогнозирование и предупреждение // Теплоэнергетика. № 8. 2018. С. 5-16.
- Томаров Г. В., Шипков А. А. Влияние массообмена и физико-химических процессов в рабочей среде на эрозию-коррозию оборудования и трубопроводов атомных станций // Атомная энергия. Том 130. № 5. 2021. С. 262—269.
- Томаров Г. В. Разработка геотермального оборудования и сооружение Верхне-Мутновской и Мутновской геотермальных электростанций // Вестник МЭИ. № 4. 2022. С. 32-39.